# Drosophila virilis
Drosophila virilis är en tvåvingeart som beskrevs av Alfred Sturtevant 1916. Drosophila virilis ingår i släktet Drosophila och familjen daggflugor.
Artens utbredningsområde täcker stora delar av Nordamerika och Hawaii.